# Gobio banarescui
Gobio banarescui és una espècie de peix cipriniforme de la família dels ciprínids que es troba al riu Vàrdar (Macedònia) i Grècia.